# 1966년 뉴욕 영화 비평가 협회상
제32회 뉴욕 영화 비평가 협회상은 1966년 영화를 대상으로 하는 시상식이다.

## 수상 및 후보

### 작품상
- 사계의 사나이

### 감독상
- 사계의 사나이 - 프레드 진네만 수상

### 각본상
- 사계의 사나이 - 로버트 볼트 수상

### 여우주연상
- 조지 걸 - 린 레드그레이브 수상
- 누가 버지니아 울프를 두려워하랴 - 엘리자베스 테일러 수상

### 남우주연상
- 사계의 사나이 - 폴 스코필드 수상

### 외국영화상
- 중심가의 상점